# Mariusz Franków
Mariusz Franków (ur. 2 maja 1978 w Pile) – polski żużlowiec.
Licencję żużlową zdobył w 1995 roku w barwach Polonii Piła, z którą związany był do 1999 roku. W 2000 roku przeniósł się do Iskry Ostrów Wielkopolski. Po spadku ostrowian do II ligi związał się ze Startem Gniezno. W sezonie 2002 powrócił do ekstraligowej wtedy Polonii BGŻ-S.A.Polonii Piła, gdzie jeździł do 2003 roku. Następnie, w latach 2004–2005 reprezentował pierwszoligowy TŻ Sipma Lublin. W sezonie 2006 zasilił ekipę drugoligowego wtedy Wybrzeża Gdańsk. Na sezon 2007 powrócił do Lublina, a w sezonie 2008 zasilił ekipę II-ligowego Speedway Równe. Po wycofaniu się ukraińskiej drużyny z ligi polskiej, w sezonie 2009 zasilił szeregi drugoligowego Orła Łódź. Po słabszym sezonie w Łodzi, w sezonie 2010 startował w drugoligowym Kolejarzu Opole. W swoim dorobku posiada cztery medale Drużynowych Mistrzostw Polski, zdobytych z drużyną pilskiej Polonii: jeden złoty (1999), jeden srebrny (1998) i dwa brązowe (1996, 1997). W 1997 roku zajął III miejsce w Brązowym Kasku.

## Kariera
Liga polska
- Polonia Piła (1995–1999)
- Iskra Ostrów Wielkopolski (2000)
- Start Gniezno (2001)
- Polonia Piła(2002–2003)
- TŻ Sipma Lublin (2004–2005)
- Wybrzeże Gdańsk (2006)
- TŻ Sipma Lublin (2007)
- Speedway Równe (2008)
- Orzeł Łódź (2009)
- Kolejarz Opole (2010–2011)
- Victoria Piła (2012–2013)
- KMŻ Lublin (2014)

Liga czeska
- PK Pilzno (2009)